# Harrison Róchez
Harrison Dwith Róchez, mais conhecido como Harrison Róchez (Mango Creek, 29 de novembro de 1983), é um ex-futebolista belizense que atuava como meia.

## Carreira
Rochez jogou por vários clubes de Belize, antes de se mudar para jogar em Honduras em 2007. Ele jogou pelo Platense e Necaxa antes de se juntar ao Marathón em dezembro de 2011.
Ele fez sua estréia pela Seleção Belizenha de Futebol em junho 2004, num jogo válido pelas Eliminatórias da Copa do Mundo, contra o Canadá e, em janeiro de 2010, atuou em 14 jogos, quatro pelas Eliminatórias da Copa do Mundo.

### Gols pela Seleção
| #  | Data                   | Estádio                                              | Adversário            | Gol | Resultado | Competição                             |
| -- | ---------------------- | ---------------------------------------------------- | --------------------- | --- | --------- | -------------------------------------- |
| 1. | 6 de fevereiro de 2008 | Estádio Mateo Flores, Cidade da Guatemala, Guatemala | São Cristóvão e Neves | 2–1 | 3–1       | Eliminatórias da Copa do Mundo de 2010 |
| 2. | 15 de junho de 2011    | Estádio Ato Boldon, Couva, Trinidad e Tobago         | Monserrate            | 2–1 | 5–2       | Eliminatórias da Copa do Mundo de 2014 |
| 3. | 2 de setembro de 2011  | Estádio Nacional, St. Georges, Granada               | Granada               | 2–0 | 3–0       | Eliminatórias da Copa do Mundo de 2014 |

## Estatísticas
| Clube          | Temporada | Jogos | Titular | Sub. | Gol(s) | Cartão Amarelo | Cartão Vermelho |
| -------------- | --------- | ----- | ------- | ---- | ------ | -------------- | --------------- |
| Deportes Savio | 2007–08 C | 17    | 13      | 4    | 2      | 0              | 0               |
| Deportes Savio | 2008–09 A | 16    | 9       | 7    | 1      | 1              | 0               |
| Deportes Savio | 2008–09 C | 15    | 15      | 0    | 2      | 0              | 0               |
| Platense       | 2009–10 A | 18    | 15      | 3    | 7      | 2              | 0               |